# Apletodon incognitus
Apletodon incognitus är en fiskart som beskrevs av Hofrichter och Patzner, 1997. Apletodon incognitus ingår i släktet Apletodon och familjen dubbelsugarfiskar. Inga underarter finns listade i Catalogue of Life.

## Bildgalleri

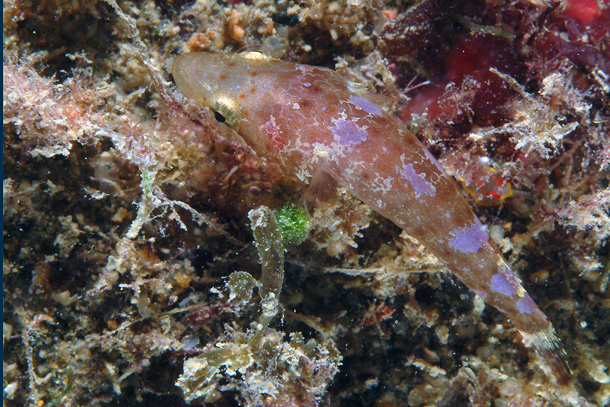